# Claudio Fabi
Claudio Fabi (Roma, 29 luglio 1940) è un tastierista, compositore e produttore discografico italiano.

## Biografia
È stato direttore artistico della Numero Uno, la casa discografica fondata da Mogol, Mariano Rapetti, Franco Daldello, Sandro Colombini e Lucio Battisti, subentrando allo stesso Colombini, e della PolyGram Italiana.
Ha prodotto dischi di Bruno Lauzi, Georges Moustaki, PFM, Gianfranco Manfredi, David Riondino, Alberto Fortis, Ivan Graziani, Adriano Pappalardo, Gianna Nannini, Paolo Conte, David Bowie.
Nel 1995 si è trasferito in Spagna, dove continua la sua attività di musicista e produttore.
Fabi ha pubblicato due dischi come solista: "Aleph" nel 1982 e "Anima Mundi" nel 1999, nell'ambito del Progetto "Catedrales para el Milenio".
È padre del cantautore Niccolò Fabi.

## Discografia

### Solista
- Aleph (1982)
- Anima Mundi (1999)
- Hermetico (2012)

### Collaborazioni
- I Girasoli - A mio padre / Rosso corallo (7") (1969)
- Bruno Lauzi - E dicono / ...E poi morire (7") (1971) - nel brano ...E poi morire (come Fabi)
- Bruno Lauzi - Il teatro di Bruno Lauzi (1972)
- Acqua Fragile - Mass Media Stars (1974) - nel brano Opening Act
- Gianna Nannini - Gianna Nannini (1976)
- Gianfranco Manfredi - Zombie di tutto il mondo unitevi (1977)
- Mirabello 3 - Chi porta giù questo cane? (1977)
- Premiata Forneria Marconi - Passpartù (1978)
- David Riondino - David Riondino (1979)
- Palomino Art Blu - Palomino Art Blu (1984)
- Ricky Gianco e Gianfranco Manfredi - Ricky Gianco - Gianfranco Manfredi (1985)